# Liste der Kulturdenkmale im Landkreis Nordhausen

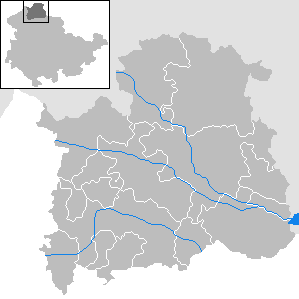
Aufteilung des Landkreises in einzelne Gemeinden

Wappen des Landkreises

Die Liste der Kulturdenkmale im Landkreis Nordhausen listet die Kulturdenkmale im nordthüringischen Landkreis Nordhausen, aufgelistet nach einzelnen Gemeinden. Die Angaben in den einzelnen Listen ersetzen nicht die rechtsverbindliche Auskunft der zuständigen Denkmalschutzbehörde.

## Aufteilung
Wegen der großen Anzahl von Kulturdenkmalen im Landkreis Nordhausen ist diese Liste in Teillisten nach den Gemeinden aufgeteilt.
| Stadt/Gemeinde | Karte | Kulturdenkmale                   | Bild eines Denkmals     |
| -------------- | ----- | -------------------------------- | ----------------------- |
| Bleicherode    |       | Kulturdenkmale in Bleicherode    | Wohn- und Geschäftshaus |
| Ellrich        |       | Kulturdenkmale in Ellrich        | Kirche                  |
| Görsbach       |       | Kulturdenkmale in Görsbach       | Halbmeilenstein         |
| Großlohra      |       | Kulturdenkmale in Großlohra      | Kirche                  |
| Harztor        |       | Kulturdenkmale in Harztor        | Stollenanlage           |
| Heringen/Helme |       | Kulturdenkmale in Heringen/Helme | Steinkreuz              |
| Hohenstein     |       | Kulturdenkmale in Hohenstein     | Kirche                  |
| Kehmstedt      |       | Kulturdenkmale in Kehmstedt      | Kirche                  |
| Kleinfurra     |       | Kulturdenkmale in Kleinfurra     | Kirche                  |
| Lipprechterode |       | Kulturdenkmale in Lipprechterode | Kirche                  |
| Niedergebra    |       | Kulturdenkmale in Niedergebra    | Bauernhaus              |
| Nordhausen     |       | Kulturdenkmale in Nordhausen     | Rathaus mit Roland      |
| Sollstedt      |       | Kulturdenkmale in Sollstedt      | Meilensteinobelisk      |
| Urbach         |       | Kulturdenkmale in Urbach         | Kirche                  |
| Werther        |       | Kulturdenkmale in Werther        | Mausoleum               |